# Brandin Podziemski
Pour les articles homonymes, voir Brandin.
Brandin Podziemski, né le 25 février 2003 à Greenfield dans le Wisconsin, est un joueur américain de basket-ball. Il évolue au poste d'arrière voire de meneur.

## Biographie

### Carrière universitaire
Entre 2021 et 2022, il joue pour les Fighting Illini de l'Illinois à l'université de l'Illinois à Urbana-Champaign.
Entre 2022 et 2023, il joue pour les Broncos de Santa Clara à l'université de Santa Clara.
Le 22 mars 2023, il annonce qu'il se présente à la draft 2023 de la NBA.

### Carrière professionnelle

#### Warriors de Golden State (depuis 2023)
Le 22 juin 2023, il est choisi en 19e position par les Warriors de Golden State lors de la draft 2023.
En février 2024, Podziemski annonce son intention de demander la nationalité polonaise et de jouer avec l'équipe nationale à l'été 2025.

## Palmarès

### Professionnel
- NBA All-Rookie First Team en 2024.

### Universitaire
- WCC co-joueur de l'année en 2023
- First-team All-WCC en 2023
- WCC Newcomer of the Year en 2023

### Lycée
- Wisconsin Mr. Basketball en 2021

## Statistiques
gras = ses meilleures performances

### Universitaires
| Saison    | Équipe      | Matchs | Titul. | Min./m | % Tir | % 3pts | % LF | Rbds/m. | Pass/m. | Int/m. | Ctr/m. | Pts/m. |
| --------- | ----------- | ------ | ------ | ------ | ----- | ------ | ---- | ------- | ------- | ------ | ------ | ------ |
| 2021-2022 | Illinois    | 15     | 0      | 4,4    | 42,1  | 23,1   | 75,0 | 1,00    | 0,33    | 0,07   | 0,00   | 1,47   |
| 2022-2023 | Santa Clara | 32     | 32     | 36,0   | 48,3  | 43,8   | 77,1 | 8,75    | 3,66    | 1,78   | 0,47   | 19,88  |
| Carrière  | Carrière    | 47     | 32     | 25,9   | 48,0  | 42,4   | 77,0 | 6,28    | 2,60    | 1,23   | 0,32   | 14,00  |

## Records sur une rencontre en NBA
Les records personnels de Brandin Podziemski en NBA sont les suivants, :
| Type de statistique        | Saison régulière | Saison régulière        | Saison régulière |
| Type de statistique        | Record           | Adversaire              | Date             |
| -------------------------- | ---------------- | ----------------------- | ---------------- |
| Points                     | 29               | @ Jazz de l'Utah        | 5 février 2025   |
| Paniers marqués            | 10               | 2 fois                  | 2 fois           |
| Paniers tentés             | 20               | @ Kings de Sacramento   | 21 février 2025  |
| Paniers à 3 points réussis | 8                | @ Lakers de Los Angeles | 3 avril 2025     |
| Paniers à 3 points tentés  | 11               | 2 fois                  | 2 fois           |
| Lancers francs réussis     | 10               | @ Jazz de l'Utah        | 5 février 2025   |
| Lancers francs tentés      | 13               | @ Jazz de l'Utah        | 5 février 2025   |
| Rebonds offensifs          | 5                | 3 fois                  | 3 fois           |
| Rebonds défensifs          | 10               | 2 fois                  | 2 fois           |
| Rebonds totaux             | 13               | Mavericks de Dallas     | 23 février 2025  |
| Passes décisives           | 14               | @ Grizzlies de Memphis  | 2 février 2024   |
| Interceptions              | 5                | @ Nuggets de Denver     | 25 décembre 2023 |
| Contres                    | 2                | 3 fois                  | 3 fois           |
| Balles perdues             | 5                | Nets de Brooklyn        | 16 décembre 2023 |
| Minutes jouées             | 39               | @ Jazz de l'Utah        | 5 février 2025   |

- Double-double : 9
- Triple-double : 0

Dernière mise à jour : 30 mars 2025